# Isla San Marcos
Isla San Marcos är en ö i Mexiko. Den tillhör kommunen Mulegé på östkusten i delstaten Baja California Sur, i den västra delen av landet. Arean är 28,7 kvadratkilometer. Ön är bebodd och hade 394 invånare år 2010. Isla San Marcos har även ett privat flygfält.